# Aardappel

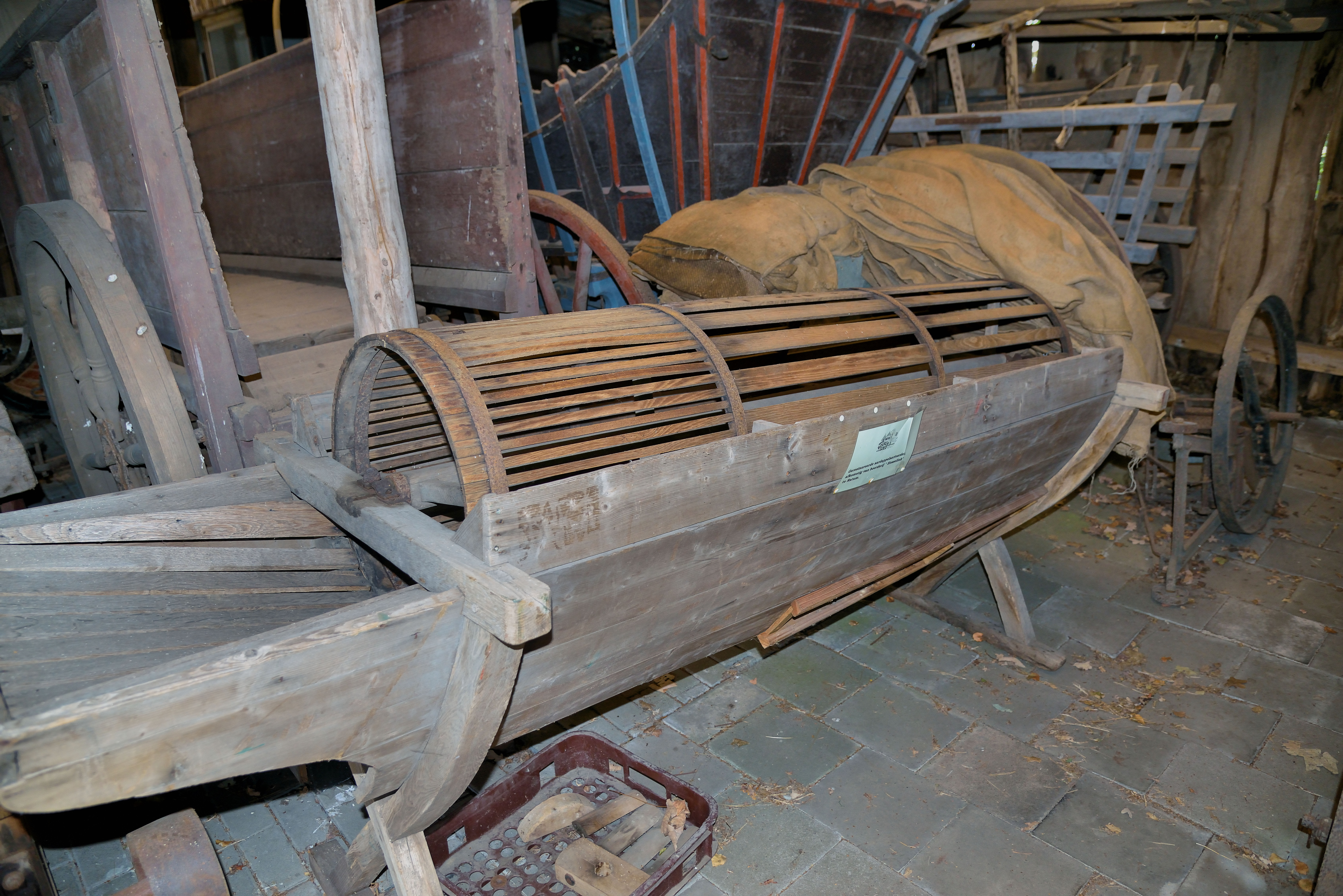
Aardappelsorteerder in het openluchtmuseum Erve Kots

De aardappel (Solanum tuberosum) is een cultuurgewas, dat behoort tot de nachtschadefamilie, net als de tomaat, paprika en de tabaksplant. De aardappel is een plant die in ondergrondse knollen een energievoorraad in de vorm van zetmeel aanlegt. Het zetmeel slaat de plant op in voor de mens eetbare stengelknollen, die net als de plant zelf aardappelen of aardappels worden genoemd. De aardappel is wereldwijd het belangrijkste voedselgewas na rijst, tarwe en maïs.
De aardappel komt oorspronkelijk uit Zuid-Amerika, maar is in veel Europese landen sinds de 16e eeuw een van de basisvoedingsmiddelen. In vele landen, waaronder Nederland en België, wordt de aardappel gezien als maaltijddrager. Het is dus geen groente.

## Kenmerken
Aardappelplanten kunnen naast knollen ook besvruchten vormen, die in tegenstelling tot die van de tomaat zeer giftig zijn. In de bessen worden kleine zaden gevormd. Tussen de verschillende aardappelrassen zijn er grote verschillen in de vorming van bessen.
De knollen zijn eetbaar, maar kunnen ook giftig zijn door een hoog gehalte aan solanine. Daardoor zijn zetmeelaardappels van bepaalde rassen niet geschikt voor menselijke consumptie. Ook als aardappelen tijdens het bewaren worden blootgesteld aan licht, stijgt het gehalte aan solanine. De knollen worden groen en zijn daarna niet meer geschikt voor menselijke consumptie.
De aardappelsoort die wereldwijd het meest geteeld wordt, is Solanum tuberosum (een tetraploïde soort met 48 chromosomen). De andere soorten worden vooral in Zuid-Amerika geteeld. Er zijn vier diploïde soorten (met 24 chromosomen): S. stenotomum, S. phureja, S. goniocalyx en S. ajanhuiri. Er zijn twee triploïde soorten (met 36 chromosomen): S. chaucha en S. juzepczukii. Er is ook nog een pentaploïde soort (met 60 chromosomen): S. curtilobum.
In de aardappel komen twee typen zetmeel voor, amylose en amylopectine, waarvan 21% amylose. In 2005 is voor het eerst een ras in de handel gekomen dat bijna 100% amylopectine bevat.
Voor de toebereiding in de keuken worden aardappels onderverdeeld in vastkokers, droogkokers en afkokers. Na het koken blijven vastkokers stevig, droogkokers worden kruimelig (deze zijn hierdoor het meest geschikt om te pureren) of bloemig en afkokers vallen bij langer koken helemaal uit elkaar.

### Voedingswaarde
Net als rijst, pasta en brood is de aardappel een belangrijke bron van koolhydraten. Aardappels bevatten ook vitamine B6, vitamine C en vezels.
Gemiddelde voedingswaarden van aardappels (zoals vermeld op de verpakking), bereid volgens de algemene bereidingswijze:
| Voedingswaarde Energie Vetten - waarvan verzadigde vetzuren Koolhydraten - waarvan suikers Vezels Eiwitten Zout | per 100 g kJ 362, kcal 86 0,4 g 0,1 g 17,9 g 0,4 g 1,5 g 1,7 g < 0,1 g |

## Bereiding in aardappelgerechten
Voor consumptie worden aardappelen gekookt of op een andere manier verhit, niet alleen in verband met de eetbaarheid, maar ook in verband met de aanwezigheid van het toxine fasine dat door deze bereiding wordt omgezet in een onschadelijke stof.
Groen verkleuringen aan de oppervlakte die door lichtinwerking ontstaan, dienen voor het koken verwijderd te worden omdat ze het neurotoxine solanine bevatten. Ook spruiten en pitten worden om die reden verwijderd.
Aardappelen kunnen onder andere in de volgende gerechten verwerkt worden.
| - Aardappelchips - Aardappelpannenkoekje - Aardappelpuree - Aardappelsalade - Baeckeoffe - Bauernfrühstück - Blote billetjes in het gras - Bodeun - Bryndzové halušky - Friet - Gratin dauphinois - Hachis parmentier | - Haringsalade (salade) - Hash browns - Hasselbackaardappels - Hertoginnenaardappelen - Hete bliksem - Huzarensalade - Kartoffelsuppe - Kroppkaka - Kumpir - Papas arrugadas - Paprikás krumpli - Pillekooken | - Pitepalt - Pommes dauphine - Pommes de terre à la lyonnaise - Poutine - Raspatat - Rösti - Russische salade - Seuter - Spaanse tortilla - Stapelchips - Steppegras - Tartiflette |

## Herkomst en geschiedenis

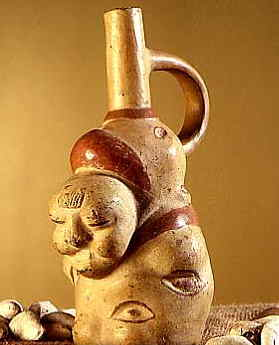
Moche-aardewerk met de aardappelgodin Axomama

Wilde knoldragende soorten van het geslacht Solanum (Nachtschade) groeien in uiteenlopende habitats van het zuidwesten van de Verenigde Staten (38° noorderbreedte) over Centraal-Amerika en de Andes tot in Argentinië en Chili (41° zuiderbreedte). De knol is een gezwollen ondergrondse stam die geëvolueerd is tot een energiereservoir (bijna uitsluitend zetmeel) om de seizoenen te overbruggen. De taxonomie van die soorten is complex en is al verschillende keren het voorwerp geweest van een grote herziening.
De oudste aanwijzing voor het menselijk gebruik van wilde aardappelen komt van een 12.500 jaar oude nederzetting (Laat Pleistoceen) in het huidige zuid-centraal Chili. In het zuiden van de Amerikaanse staat Utah zijn zetmeelkorrels gevonden van tussen 10.900 en 10.100 jaar oud. Domesticatie vond plaats in de Andesculturen, na de domesticatie van de lama maar niet later dan sommige 7000 jaar oude archeologische sites in Peru. Het oorspronkelijke product van die domesticatie was een diploïde cultigengroep met de naam Stenotonum, waaruit later de groepen Andigena (tetraploïde), Chaucha (triploïde), Phureja (diploïde) en Tuberosum (tetraploïde, niet te verwarren met de soortnaam) ontstonden.
De aardappel is vanuit Zuid-Amerika naar Europa gebracht door Spaanse ontdekkingsreizigers. Waarschijnlijk nam Diego de Amalya de eerste plant in 1536 mee uit Peru of Chili, waar deze aardappel bekendstond als chunu. De Inca's verbouwden de plant toen al honderden jaren. De aardappelplant groeide ook op grote hoogten in de Andes, waar veel andere planten niet meer kunnen groeien. Op basis van DNA-onderzoek is aangetoond dat alle oude aardappels afstammen van één plant uit Zuid-Peru. Later zijn er voor het kruisingswerk nieuwe herkomsten verzameld en genenbankcollecties opgebouwd.
In 1537 tekende Gonzalo Jiménez de Quesada de oudste Europese waarneming van aardappelcultuur op bij de Incas in het huidige Colombia. De oudste vermelding buiten Zuid-Amerika dateert van 1567 en betreft een transport van het eiland Gran Canaria naar Antwerpen. De eerste indicatie voor Europese consumptie dateert van zes jaar later in Spanje (Hospital de la Sangre, Sevilla). In 1588 stuurde Philippe de Sivry twee knollen en een bes naar de plantkundige Carolus Clusius in Wenen, korte tijd later gevolgd door een waterverfschilderij van een aardappelplant. De oudste afbeelding in druk is van de Engelsman John Gerard (Herball, 1597).

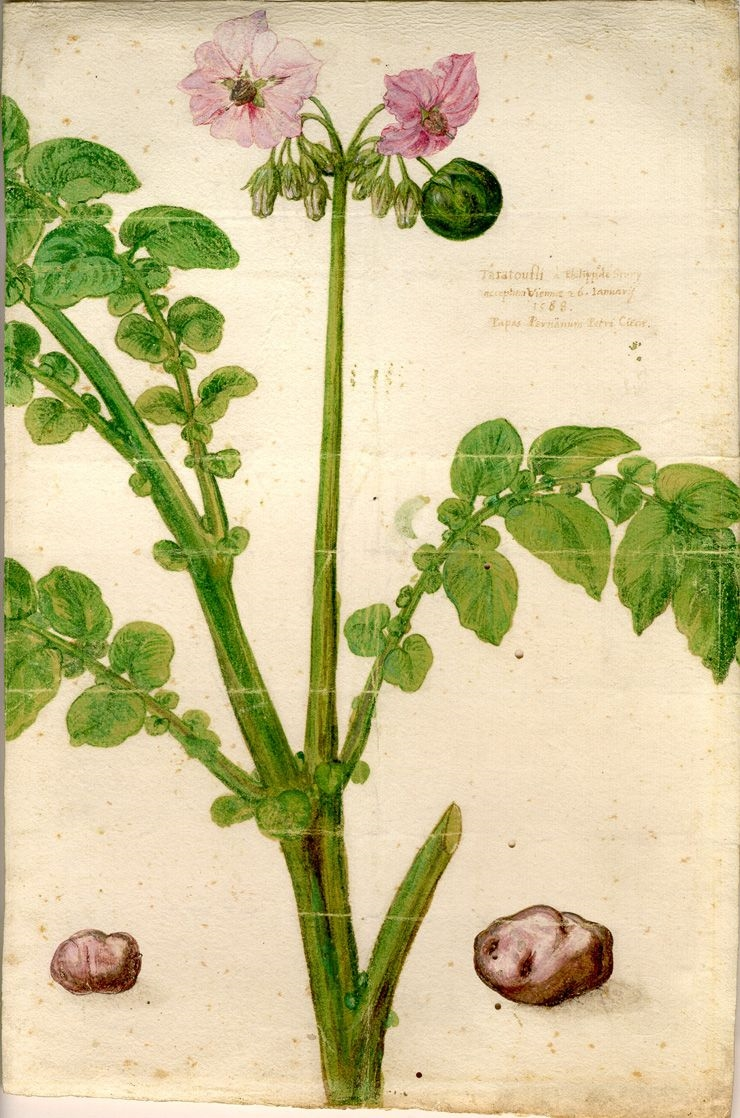
Aquarel van een zogenaamde Taratoufli-plant toegezonden aan Clusius door Philippe de Sivry (1588)

Monniken waren verantwoordelijk voor de verspreiding van de aardappel vanuit Spanje naar de andere Europese landen. Zij pootten de plant in hun kloostertuinen. Ook in botanische tuinen vond de aardappelplant zijn weg. De aardappel groeit in Nederland sinds de Tachtigjarige Oorlog in de Leidse Hortus, sinds 1640 in Groningen en sinds 1689 in Amsterdam.
Carolus Clusius plantte in 1588 in Mechelen voor het eerst aardappelen in de tuin van Pitzemburg. In 1601 schreef hij over de voortplanting van de aardappel door zaad. Men ontdekte dat uit zaad van een paarsbloeiende plant ook witbloeiende planten opgroeiden. Er zijn in Europa door selectie dus waarschijnlijk al vroeg verschillende rassen ontstaan. In Nederland kruiste Petrus Hondius aardappelen met elkaar. Door virusinfecties gingen de rassen echter snel achteruit en werd regelmatig teruggegrepen op zaad.
Buiten botanische tuinen verspreidde de aardappelteelt zich slechts langzaam en ongelijk. Er diende een wantrouwen te worden overwonnen dat op drie gronden stoelde. De boeren stonden aanvankelijk weigerachtig tegenover een nachtschadeplant waarvan de stengels en bessen giftig zijn en ze dachten dat de knollen ook ongezond zouden zijn. Bovendien vond men dat het vlees geleek op dat van melaatsen en dacht men dat het melaatsheid veroorzaakte. Ten slotte had men nog nooit een plant gezien die niet uit zaad maar uit knollen groeide en die rare ondergrondse nodules had. Lang werd de aardappel daarom voornamelijk gezien als varkensvoer of voedsel voor de allerarmsten.
De werkelijke cultivatie als voedselgewas begon in de laatste decennia van de 17e eeuw in Ierland, in de Spaanse Nederlanden en in de Elzas. Binnen de Nederlanden verschenen de eerste aardappelvelden in de streek van Ieper, Diksmuide en Tielt. In de vroege 18e eeuw verspreidde de teelt zich naar Schotland, Engeland en Frankrijk, terwijl het in Scandinavië nog duurde tot het midden van die eeuw. Europese zeelieden verspreidden de aardappel naar de rest van de Oude Wereld.
Vanwege het hoge gehalte aan vitamine C werd de knol ook gebruikt ter voorkoming van scheurbuik op lange zeereizen. Langzamerhand kreeg de aardappel toch steeds meer de rol van volksvoedsel en in de 18e eeuw werd hij in de meeste Europese landen verbouwd. Tegen het eind van die eeuw was de aardappel ook een belangrijk veldgewas in Frankrijk, Oostenrijk en Rusland. De teelt zorgde voor een toename van de landbouwproductiviteit. Waar de calorierijke aardappel een basisgewas werd, stegen de bevolkingsdichtheid, verstedelijking en lichaamslengte. Omdat de introductie van aardappelen de voedseldruk verminderde, lijkt dit ook gepaard te zijn gegaan met minder oorlogen.
Geert Veenhuizen (onder andere Eigenheimer en Rode Ster) en Kornelis Lieuwes de Vries (Bintje) waren Nederlanders die zich in de 19e en 20e eeuw bezighielden met de teelt en ontwikkeling van de aardappel.

## Genoomsamenstelling
Het Potato Genome Sequencing Consortium, een team van 29 onderzoeksgroepen uit 14 landen, begon in januari 2006 met DNA-sequencing. Op 10 juli 2011 is het genoom van de aardappel gepubliceerd in Nature. De 1n = 12 chromosomen bevatten meer dan 39.000 eiwitcoderende genen. Het haploïde aantal van 12 chromosomen kan microscopisch worden geteld aan de hand van de homologe chromosomen. Er zijn duizenden gekweekte rassen; De meeste van hen zijn niet langer diploïde (2n = 24), maar hebben een autotetraploïde set chromosomen door middel van selectie bij de veredeling, namelijk 2n = 4x = 48.
Kennis van de DNA-sequentie moet veredelaars in staat stellen de opbrengst, kwaliteit, voedingswaarde en ziekteresistentie te verbeteren. Ook de tijd voor het verkrijgen van nieuwe rassen (momenteel 10-12 jaar) moet worden verkort. De belangrijkste ontdekking betreft meer dan 800 ziekteresistentiegenen, die elk het potentieel hebben om belangrijke ziekten zoals aardappelmoeheid en de aardappelziekte te bestrijden.

## Economisch belang
Hoewel de aardappel historisch vooral populair was in Europa en Amerika, is hij aan een opmars bezig in Azië en Afrika. De aardappelteelt is relatief arbeidsintensief maar levert meer voedingswaarde per oppervlakte- en arbeidseenheid dan de belangrijkste graansoorten zoals tarwe, rijst en maïs; dat maakt hem uitermate geschikt voor ontwikkelingslanden met een beperkt areaal en met veel beschikbare arbeidskracht.

### Grootste producenten
| Topproducenten van aardappels 2018 | Topproducenten van aardappels 2018 |
| Land                               | Productie (ton)                    |
| ---------------------------------- | ---------------------------------- |
| China                              | 90.259.155                         |
| India                              | 48.529.000                         |
| Oekraïne                           | 22.503.970                         |
| Rusland                            | 22.394.960                         |
| Verenigde Staten                   | 20.607.342                         |
| Bangladesh                         | 9.744.412                          |
| Duitsland                          | 8.920.800                          |
| Frankrijk                          | 7.870.973                          |
| Polen                              | 7.478.184                          |
| Nederland                          | 6.029.734                          |
| Wit-Rusland                        | 5.865.123                          |
| Canada                             | 5.790.838                          |
| Iran                               | 5.321.188                          |
| Peru                               | 5.121.110                          |

### Productie en areaal in Europa
| Productie, areaal en opbrengst in de EU en in de wereld, 2019 | Productie, areaal en opbrengst in de EU en in de wereld, 2019 | Productie, areaal en opbrengst in de EU en in de wereld, 2019 | Productie, areaal en opbrengst in de EU en in de wereld, 2019 |
| Regio                                                         | Productie (ton)                                               | Areaal (ha)                                                   | Opbrengst (t/ha)                                              |
| ------------------------------------------------------------- | ------------------------------------------------------------- | ------------------------------------------------------------- | ------------------------------------------------------------- |
| Oostenrijk                                                    | 751.260                                                       | 23.970                                                        | 31,3                                                          |
| België                                                        | 4.027.620                                                     | 98.190                                                        | 41,0                                                          |
| Bulgarije                                                     | 197.410                                                       | 9.290                                                         | 21,2                                                          |
| Kroatië                                                       | 173.150                                                       | 9.390                                                         | 18,4                                                          |
| Cyprus                                                        | 82.100                                                        | 3.880                                                         | 21,2                                                          |
| Tsjechië                                                      | 622.600                                                       | 22.890                                                        | 27,2                                                          |
| Denemarken                                                    | 2.408.700                                                     | 56.700                                                        | 42,5                                                          |
| Estland                                                       | 80.130                                                        | 3.400                                                         | 23,6                                                          |
| Finland                                                       | 618.900                                                       | 21.400                                                        | 28,9                                                          |
| Frankrijk                                                     | 8.560.410                                                     | 207.160                                                       | 41,3                                                          |
| Duitsland                                                     | 10.602.200                                                    | 271.600                                                       | 39,0                                                          |
| Griekenland                                                   | 470.210                                                       | 15.950                                                        | 29,5                                                          |
| Hongarije                                                     | 343.540                                                       | 13.290                                                        | 25,8                                                          |
| Ierland                                                       | 382.370                                                       | 8.670                                                         | 44,1                                                          |
| Italië                                                        | 1.338.430                                                     | 46.810                                                        | 28,6                                                          |
| Letland                                                       | 223.700                                                       | 10.000                                                        | 22,4                                                          |
| Litouwen                                                      | 329.780                                                       | 18.220                                                        | 18,1                                                          |
| Luxemburg                                                     | 15.330                                                        | 600                                                           | 25,6                                                          |
| Malta                                                         | 8990                                                          | 690                                                           | 13,0                                                          |
| Nederland                                                     | 6.961.230                                                     | 165.730                                                       | 42,0                                                          |
| Polen                                                         | 6.481.620                                                     | 302.480                                                       | 21,4                                                          |
| Portugal                                                      | 490.720                                                       | 21.650                                                        | 22,7                                                          |
| Roemenië                                                      | 2.626.790                                                     | 174.120                                                       | 15,1                                                          |
| Slowakije                                                     | 182.420                                                       | 8.190                                                         | 22,3                                                          |
| Slovenië                                                      | 65.960                                                        | 2.800                                                         | 23,6                                                          |
| Spanje                                                        | 2.259.320                                                     | 66.650                                                        | 33,9                                                          |
| Zweden                                                        | 846.900                                                       | 23.650                                                        | 35,8                                                          |
| Europese Unie (27)                                            | 51.151.790                                                    | 1.607.370                                                     | 31,8                                                          |
| wereld                                                        | 370.436.581                                                   | 17.340.986                                                    | 21,4                                                          |

### Relatie met hongersnood
Hoewel de invoering van massale aardappelteelt in veel Europese landen de stabiliteit van de voedselvoorziening ten goede kwam, hebben mislukte aardappeloogsten ook zelf hongersnoden veroorzaakt. Het meest dramatische voorbeeld was de Internationale Aardappelcrisis van het midden van de jaren 1840, toen de hongersnood ten gevolge van de aardappelziekte een miljoen Ieren het leven kostte, en ook op het Europese vasteland circa 100.000 slachtoffers eiste - het merendeel in Vlaanderen en in Pruisen.
Vlaanderen was al vanaf 1836 sterk verarmd door de ineenstorting van de vlasprijs na een nieuw handelsverdrag. Veel boeren hadden in de lange, strenge winter van 1844-1845 een groot deel van hun koolzaad- en tarweoogst verloren; om het verlies te compenseren waren ze op intensievere aardappelteelt overgegaan. Eind juli werd in Oost- en West-Vlaanderen ruim 90% van de oogst vernield door de aardappelziekte. Naast rechtstreekse hongerdoden kwamen veel mensen om in de daaropvolgende tyfusepidemie van 1847-1848 en de choleraepidemie van 1848-1849.

## Teelt
In Nederland en België is er een grote teelt van
- consumptieaardappelen
- processing aardappelen (fabrieksaardappel)
- zetmeelaardappelen (fabrieksaardappel)
- pootaardappelen.

De belangrijkste teeltgebieden van consumptie-aardappels in Nederland zijn Flevoland, Zeeland en Noord-Brabant. In de veenkoloniën (in Drenthe en Groningen) worden veel fabrieksaardappels voor de zetmeelwinning geteeld. In het noorden, vanwege minder luizen, pootaardappels. In België ligt de productie vooral in West-Vlaanderen en Henegouwen.
De meest geteelde aardappel heeft 4n=48 chromosomen en is een tetraploïde plant, waarvan alle chromosomen van één plantensoort afkomstig zijn (autoploïde).
Aardappels worden bijna altijd gekweekt van één enkele kloon met zo goed mogelijke genen. Alle 'bintjes' bijvoorbeeld zijn van één kloon afkomstig. Begin eenentwintigste eeuw is er een nieuwe manier van aardappelveredeling ontwikkeld waarbij er van diploïde planten uit zaad, door middel van zelfbestuiving in enkele generaties homozygote ouderlijnen worden gemaakt. Deze ouderlijnen worden gebruikt om hybride aardappelzaad te produceren.

### Op de akker

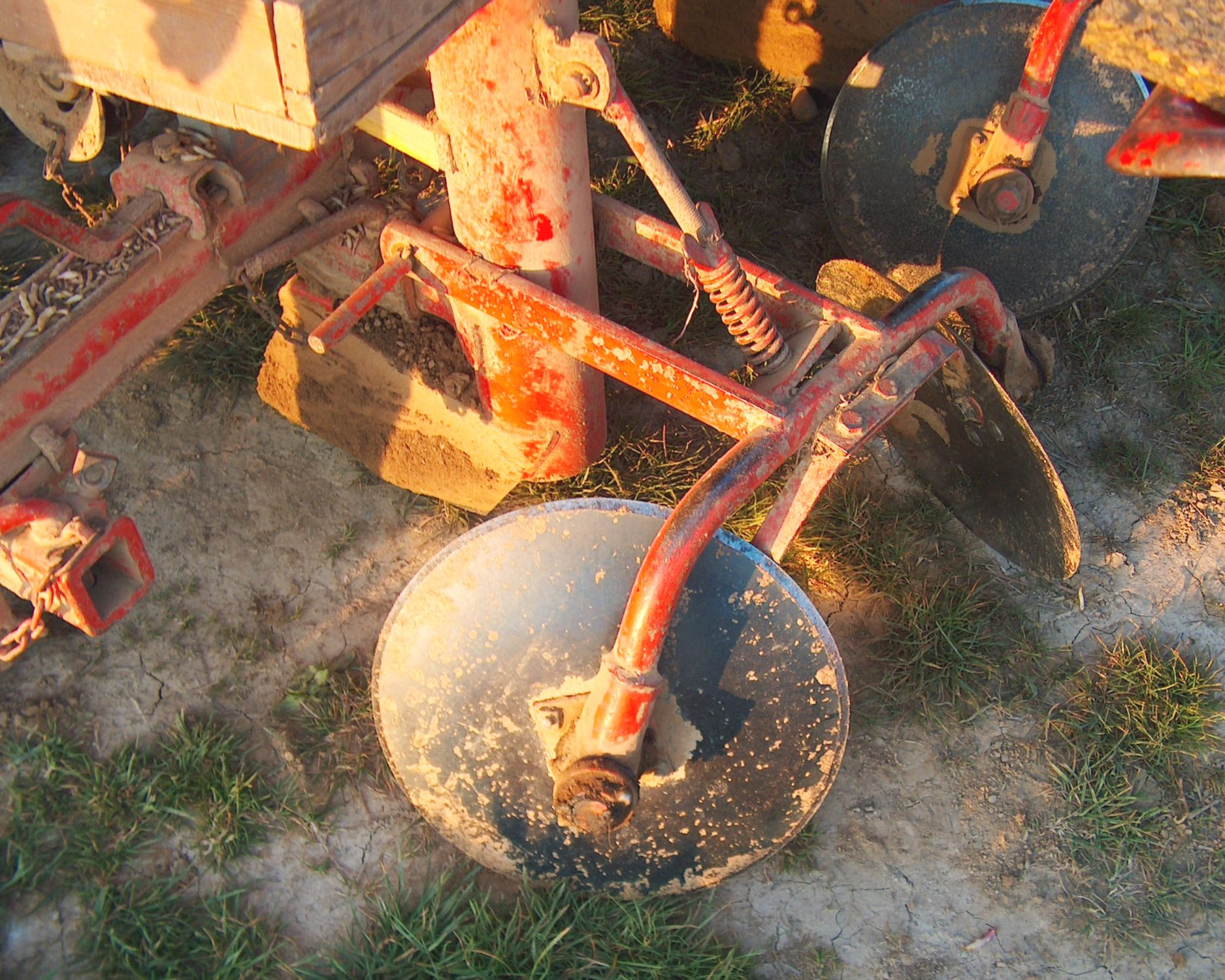
Aardappelpootmachine
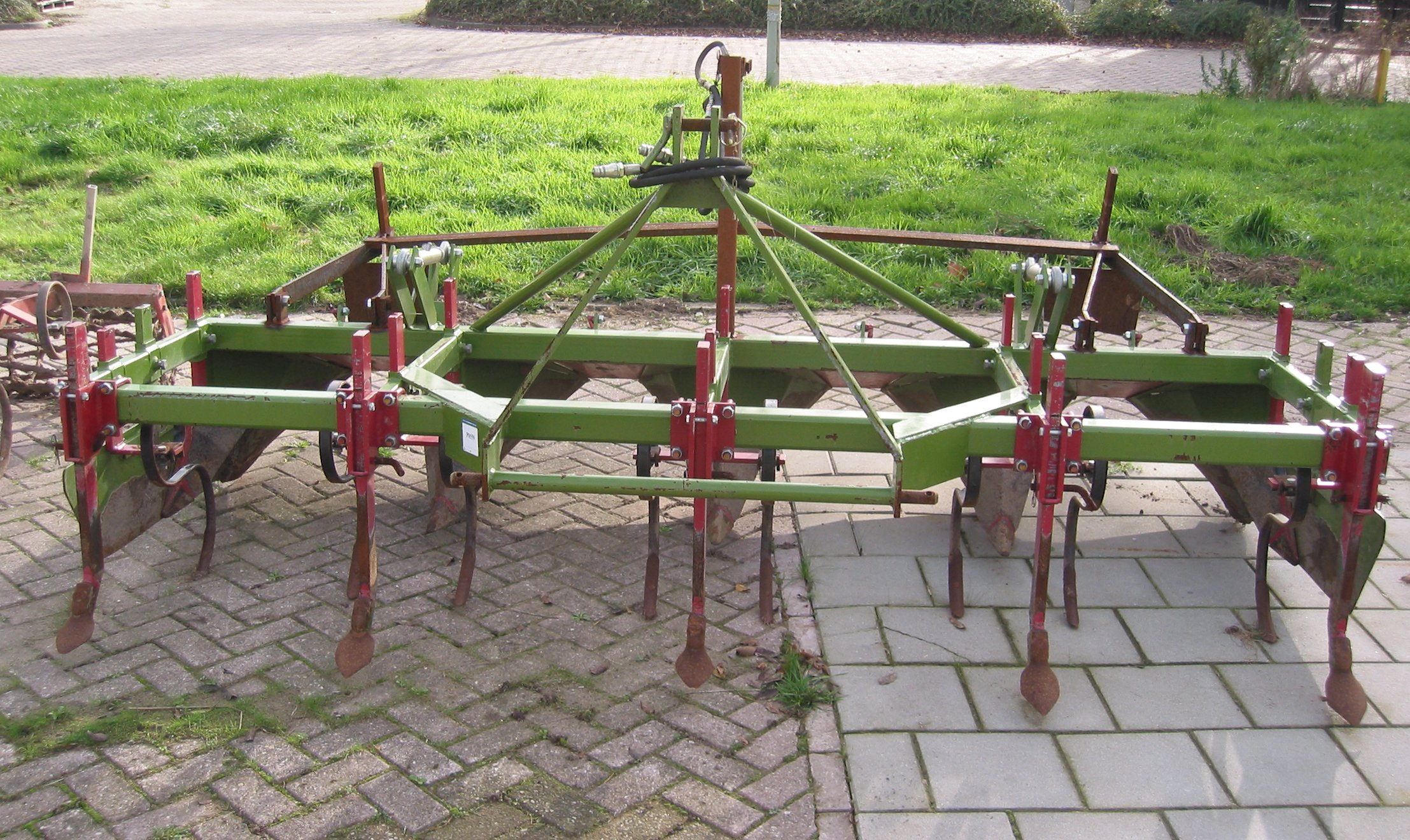
Aardappelaanaarder
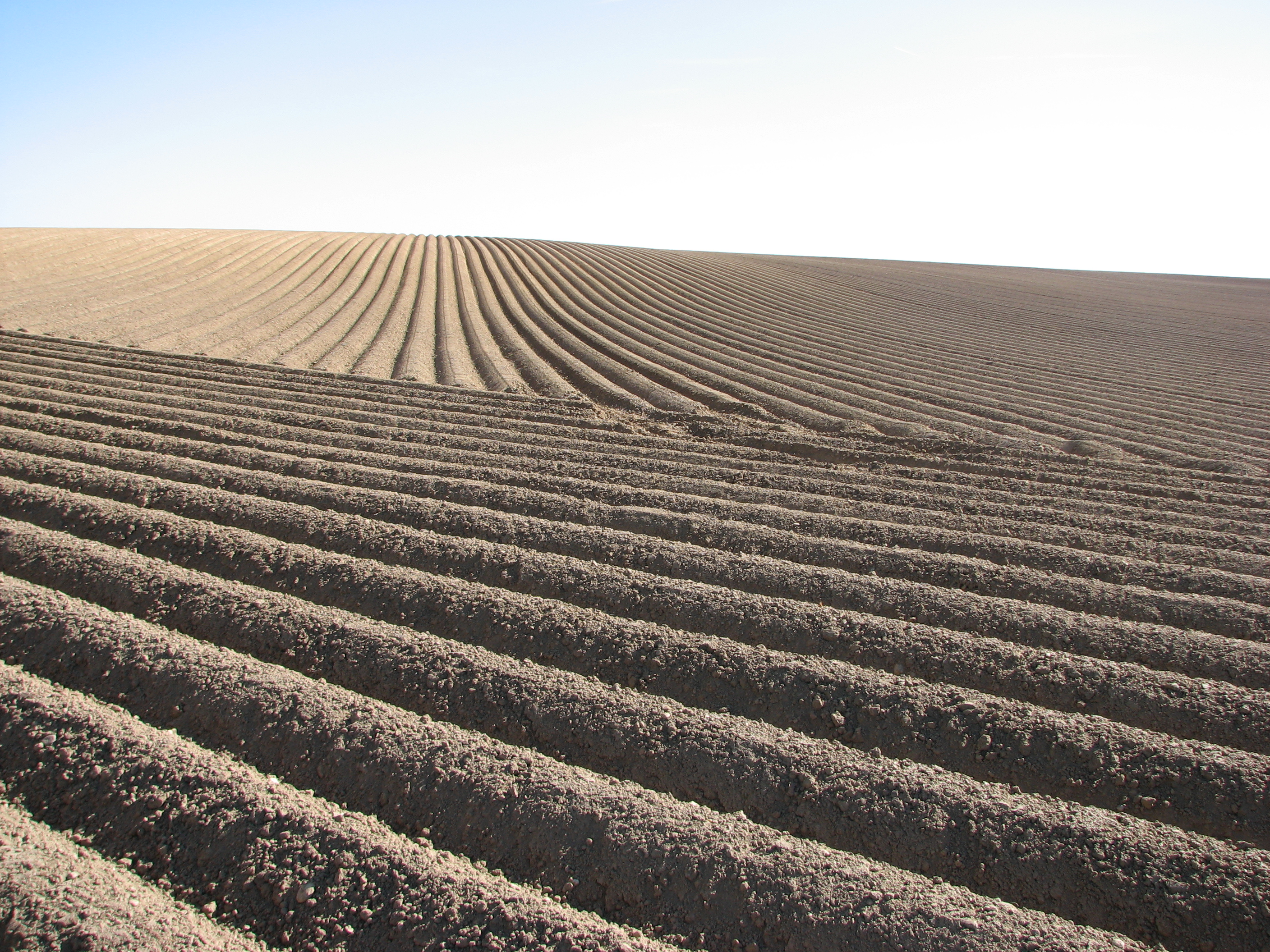
Aardappelruggen
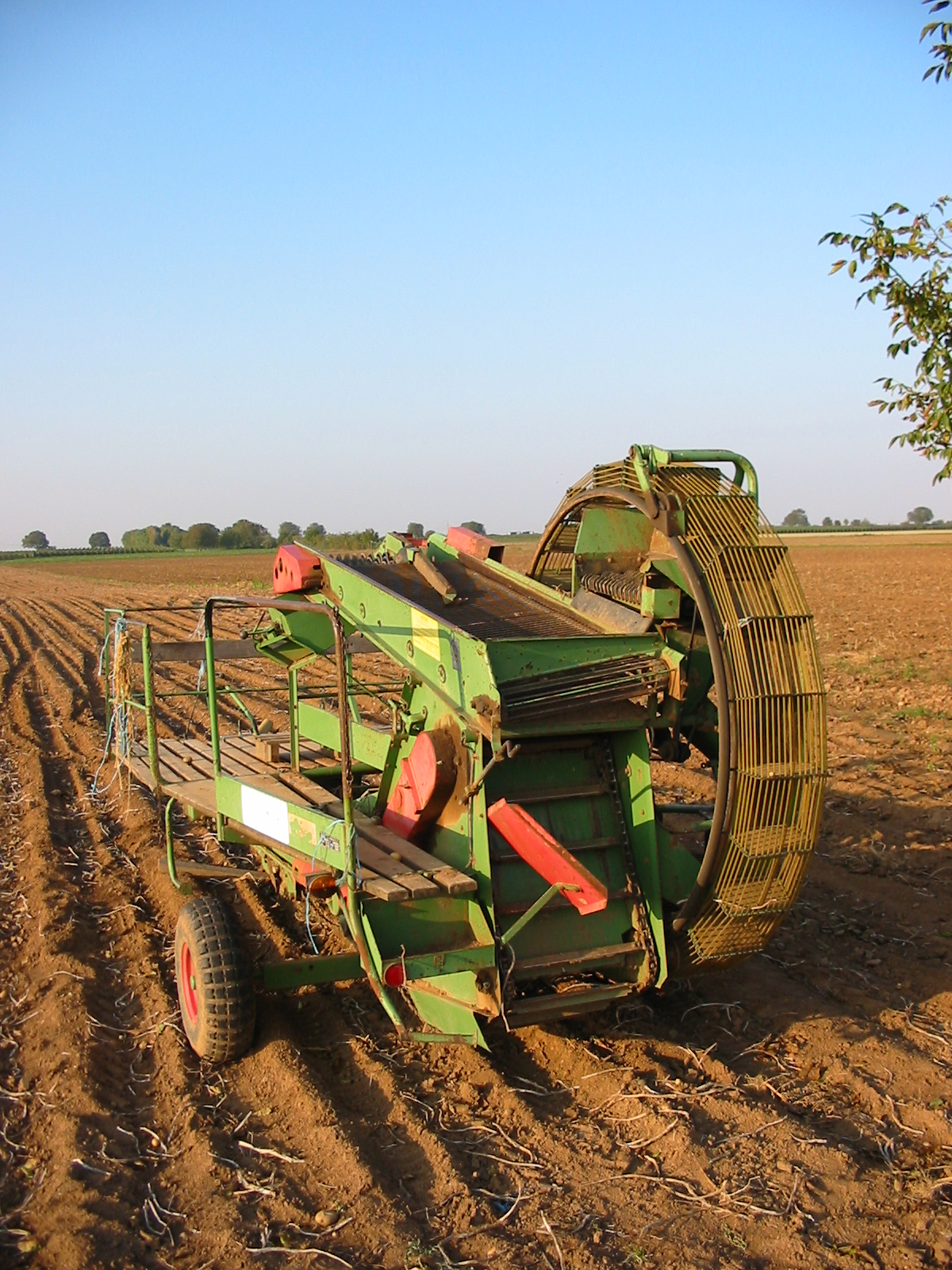
Aardappelrooimachine

Nadat de grond door grondbewerking gereed is gemaakt, worden de pootaardappelen in de grond gestopt. Voor een normale teelt worden in april de pootaardappelen gepoot en met een klein beetje grond bedekt. Dat kan door middel van een aardappelpootmachine.
De aardappelen worden op (grond)ruggen geteeld. In de loop van het groeiseizoen worden die enkele keren aangeaard met behulp van een aardappelaanaarder. Hierbij wordt aan twee kanten een laagje aarde van de zijkant van de groeiplek over de wortels van de plant geschoven. De wortels blijven zo goed bedekt met grond en in de rug kunnen de knollen zich ontwikkelen zonder groen te worden.
Voordat de knollen gerooid worden, wordt het gewas loofgeklapt en/of doodgespoten. Door deze loofdoding vormen de knollen een steviger schil, waardoor ze bij het rooien minder beschadigd worden. De knollen worden met een rooimachine uit de grond gehaald. Afhankelijk van het ras wordt er vroeg, middelvroeg of laat geoogst.

### Periodes in het jaar
De teelt van aardappelen duurt in totaal altijd ca. 5 maanden en kan op verschillende momenten in de winter en het voorjaar beginnen. De volgende vier hoofdperiodes worden onderscheiden:
- Vroeg: februari - juni
- Halfvroeg: maart - juli
- Halflaat: april - september
- Laat: mei - oktober

### Ziektebestrijding
Tijdens het seizoen wordt, afhankelijk van het weer, door de meeste telers elke 7 tot 10 dagen met een chemische bestrijdingsmiddelen gespoten tegen de aardappelziekte (fytoftora, Phytophthora infestans). De noodzaak van chemische bestrijding is te beperken door zo veel mogelijk ziekte-resistente rassen te kiezen. Met behulp van plantenveredeling, bijvoorbeeld door middel van genetische modificatie, wordt getracht om meer resistente rassen te ontwikkelen, maar dit proces verloopt moeizaam.
Bij de teelt van aardappelrassen zoals Bintje, Bildtstar en Eigenheimer wordt relatief veel bestrijdingsmiddel gebruikt. Aardappelen uit de gangbare teelt waarbij minder bestrijdingsmiddelen worden gebruikt, zijn onder meer Corine, Doré, Escort, Alpha, Van Gogh en Santé.

### Biologische teelt
In de biologische aardappelteelt wordt bijna niet gespoten met chemische bestrijdingsmiddelen. Het groeiseizoen is direct voorbij zodra het perceel op grotere schaal is besmet met phytophthora. Kleine besmettingen kunnen nog worden ingedamd door de planten plaatselijk dood te branden. Voorafgaand aan de oogst worden op het gehele perceel de planten doodgebrand. Bij vroegtijdige besmetting daalt de oogstopbrengst bij de biologische teelt aanzienlijk en er treden van jaar tot jaar ook grote verschillen op. Onder strikte voorwaarden is een bladbespuiting met kopersulfaat en koperoxychloride tegen phytophthora toegestaan, maar dit wordt tot een minimum beperkt. Doordat biologische producten veelal rechtstreeks aan de consument worden verkocht, is de teelt ervan vaak toch lonend.

## Bewaren

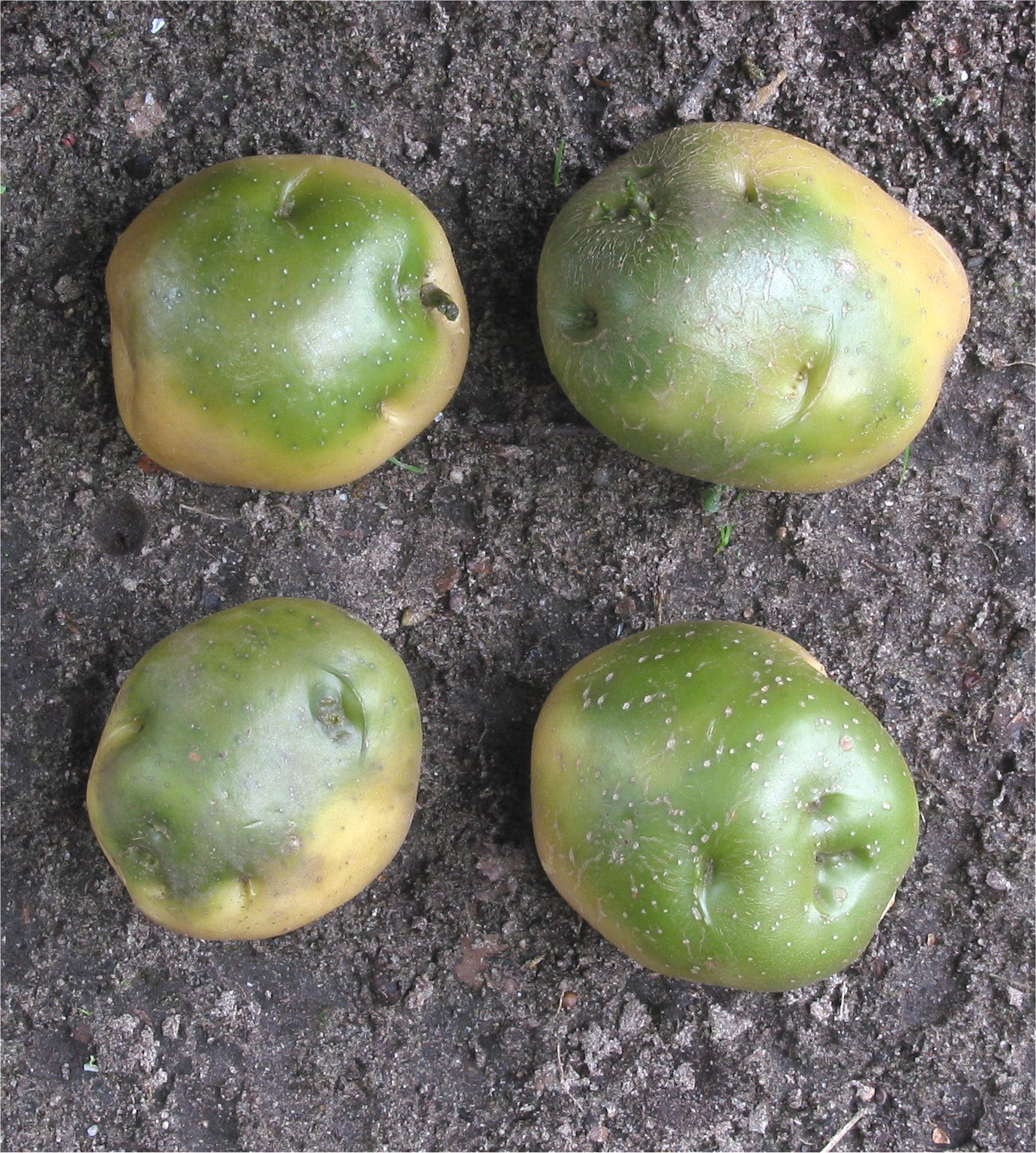
Groene knollen bevatten het gif solanine
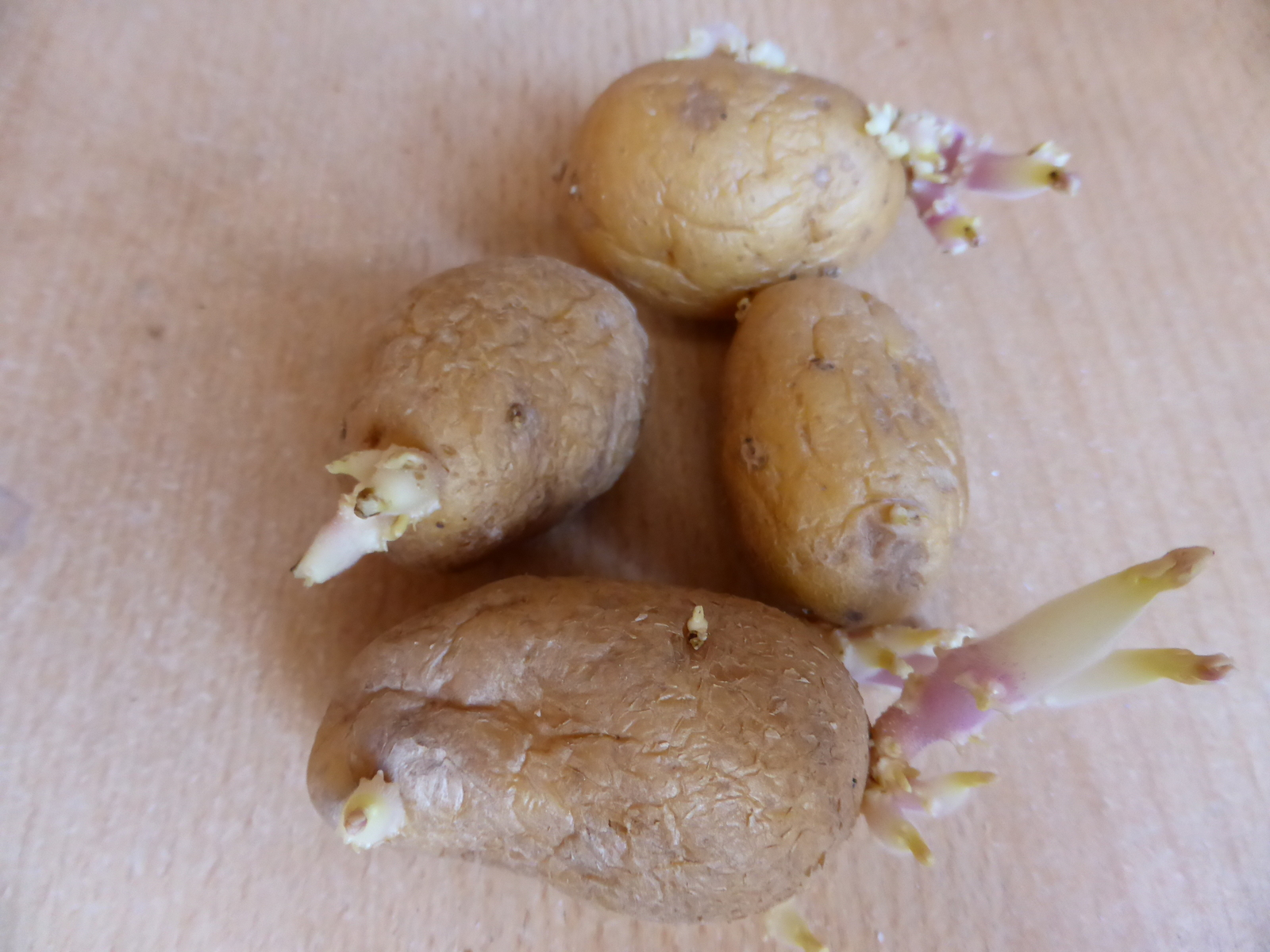
Spruitende aardappels
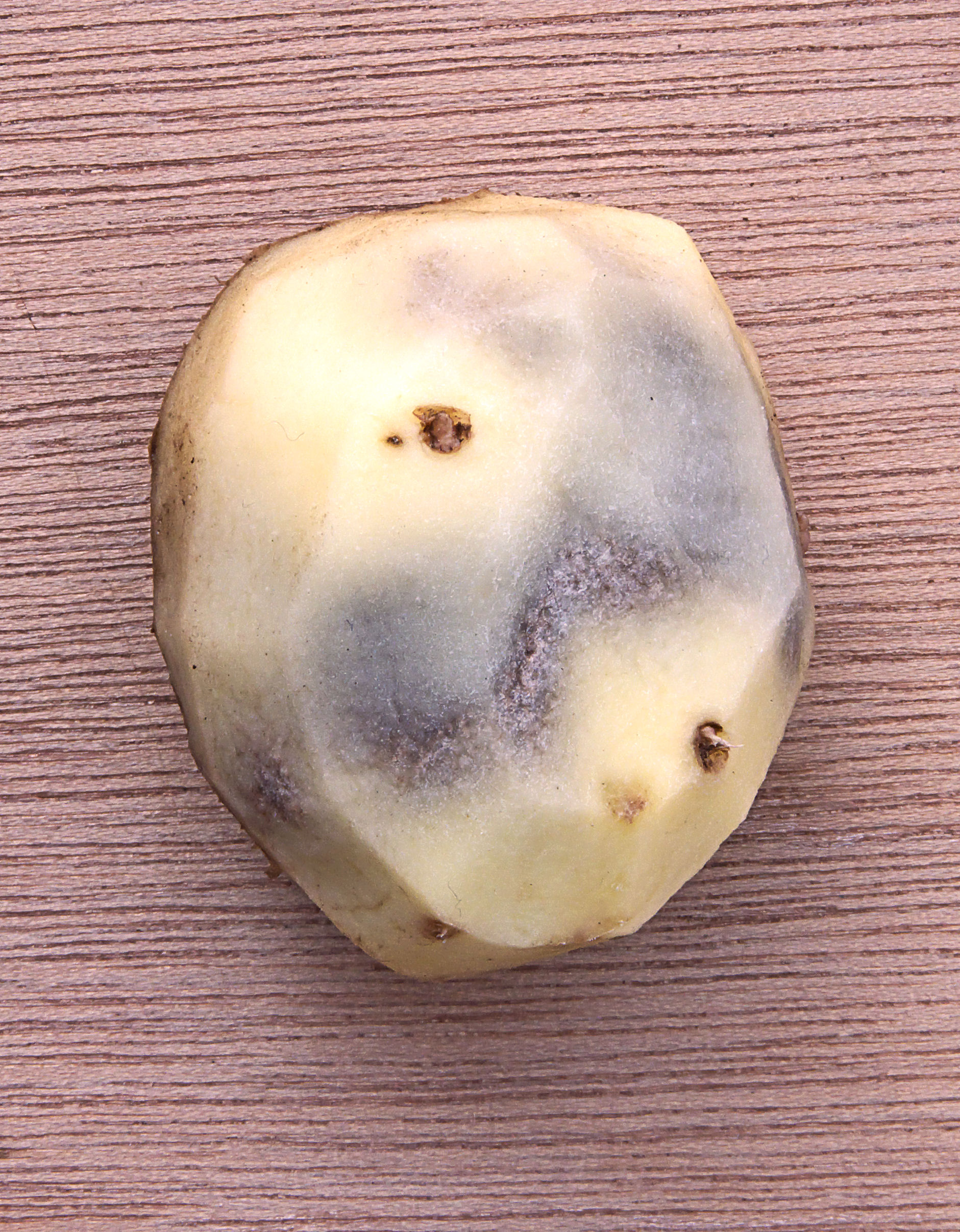
Stootblauw bij het ras Parel

Traditioneel werden aardappelen als wintervoorraad in een bult (kuil) opgeslagen op het land. De aardappels werden met riet of stro en aarde afgedekt. Ook aardappelkelders waren in gebruik. Later kwamen er speciale aardappelschuren met klimaatcontrole. De aardappelvoorraad wordt donker bewaard, omdat de knollen anders groen worden. Tijdens de bewaring wordt na een bepaalde periode, afhankelijk van het ras, de kiemrust verbroken en gaat de aardappel uitlopen. In het donker ontstaan dan lange witte scheuten. Het uitlopen is tegen te gaan door de scheuten regelmatig te verwijderen. De knollen worden voor opslag vaak met kiemremmers behandeld. Vroeger werd massaal chloorprofam (CIPC) gebruikt, dat sinds 2020 verboden is. Een natuurlijke kiemremmer is carvon (muntolie).
Een probleem bij aardappelen is 'stootblauw', het ontstaat doordat de knol tijdens of na het rooien beschadigd wordt door onder andere een te grote valhoogte, drukplekken, gooien of stoten. Bij een lage temperatuur neemt de gevoeligheid voor stootblauw toe. Onder de schil ontstaan blauwe plekken, die veel schilverlies geven. De blauwe plekken ontstaan doordat in kapotte cellen het aminozuur tyrosine en fenolen worden omgezet in het bruingrijze of blauwzwarte melanine.

## Ziekten en plagen
Aardappels zijn vatbaar voor diverse ziekten en plagen.
Dat zijn bijvoorbeeld:
| categorie                                                                          | ziekte, veroorzaker                                                     | afbeelding                                                                                  |
| ---------------------------------------------------------------------------------- | ----------------------------------------------------------------------- | ------------------------------------------------------------------------------------------- |
| schimmels                                                                          |                                                                         |                                                                                             |
| Alternaria                                                                         |                                                                         |                                                                                             |
| Fusarium (droogrot)                                                                | Door fusarium aangetaste knollen (ras Fresco)                           |                                                                                             |
| lakschurft (Rhizoctonia sp.)                                                       |                                                                         |                                                                                             |
| netschurft (Streptomyces spp.)                                                     |                                                                         |                                                                                             |
| zilverschurft (Helminthosporium solani)                                            | Zilverschurft                                                           |                                                                                             |
| verwelkingsziekte Verticillium albo-atrum Verticillium dahliae                     |                                                                         |                                                                                             |
|                                                                                    | wratziekte                                                              | Wratziekte                                                                                  |
| oömyceet                                                                           | aardappelziekte (fytoftora)                                             | Phytophtora infestans                                                                       |
| bacteriën                                                                          | stengelnatrot Erwinia carotovora subsp. carotovora Erwinia chrysanthemi |                                                                                             |
| bacteriën                                                                          | zwartbenigheid (Erwinia carotovora subsp. atroseptica)                  |                                                                                             |
| bacteriën                                                                          | bruinrot (Ralstonia solanacearum)                                       |                                                                                             |
| insecten                                                                           | bladluis                                                                | Bladluizen                                                                                  |
| insecten                                                                           | coloradokever                                                           | coloradokever Larven van coloradokever                                                      |
| nematoden                                                                          |                                                                         |                                                                                             |
| aardappelmoeheid (aardappelcystenaaltje) Globodera rostochiensis Globodera pallida | Globodera rostochiensis                                                 |                                                                                             |
| wortelknobbelaaltjes Meloidogyne hapla Meloidogyne chitwoodii Meloidogyne fallax   |                                                                         |                                                                                             |
| virussen en viroïden                                                               | bladrolvirus                                                            |                                                                                             |
| virussen en viroïden                                                               | aardappel X-virus                                                       |                                                                                             |
| virussen en viroïden                                                               | aardappel Y-virus                                                       |                                                                                             |
| virussen en viroïden                                                               | aardappel S-virus                                                       |                                                                                             |
| virussen en viroïden                                                               | aardappelspindelknolviroïde (PSTVd)                                     | - Viruszieke plant van 'Doré' - Viruszieke plant van 'Parel' - Viruszieke plant van 'Parel' |

## Rassen
Er zijn wereldwijd ongeveer 4000 aardappelrassen. Hieronder volgt een lijst van aardappelen, die in België of Nederland worden geteeld. Er zijn ongeveer 200 rassen die in België en Nederland worden geteeld, de lijst is dus niet compleet.
- Bildtstar
- Bintje
- Charlotte
- Chérie
- Collina
- Cornes de Gâtes
- Désirée
- Doré
- Eersteling
- Fresco
- Institut de Beauvais
- Junior
- Kastelli
- Malta, verschillende rassen
- Nicola
- Opperdoezer Ronde
- Parel
- Ratte
- Reine des Sables
- Remarka

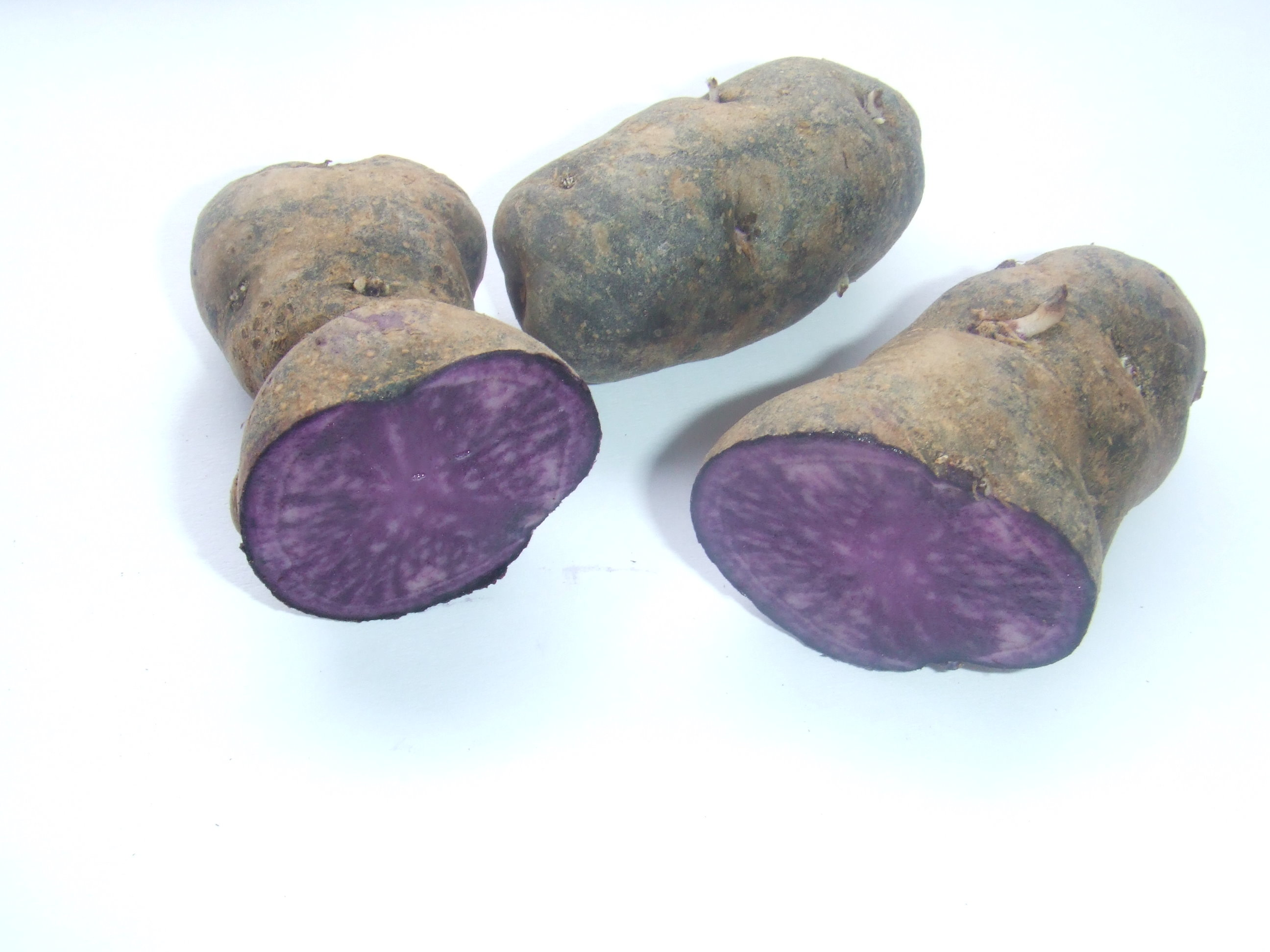
Vitelotte noire
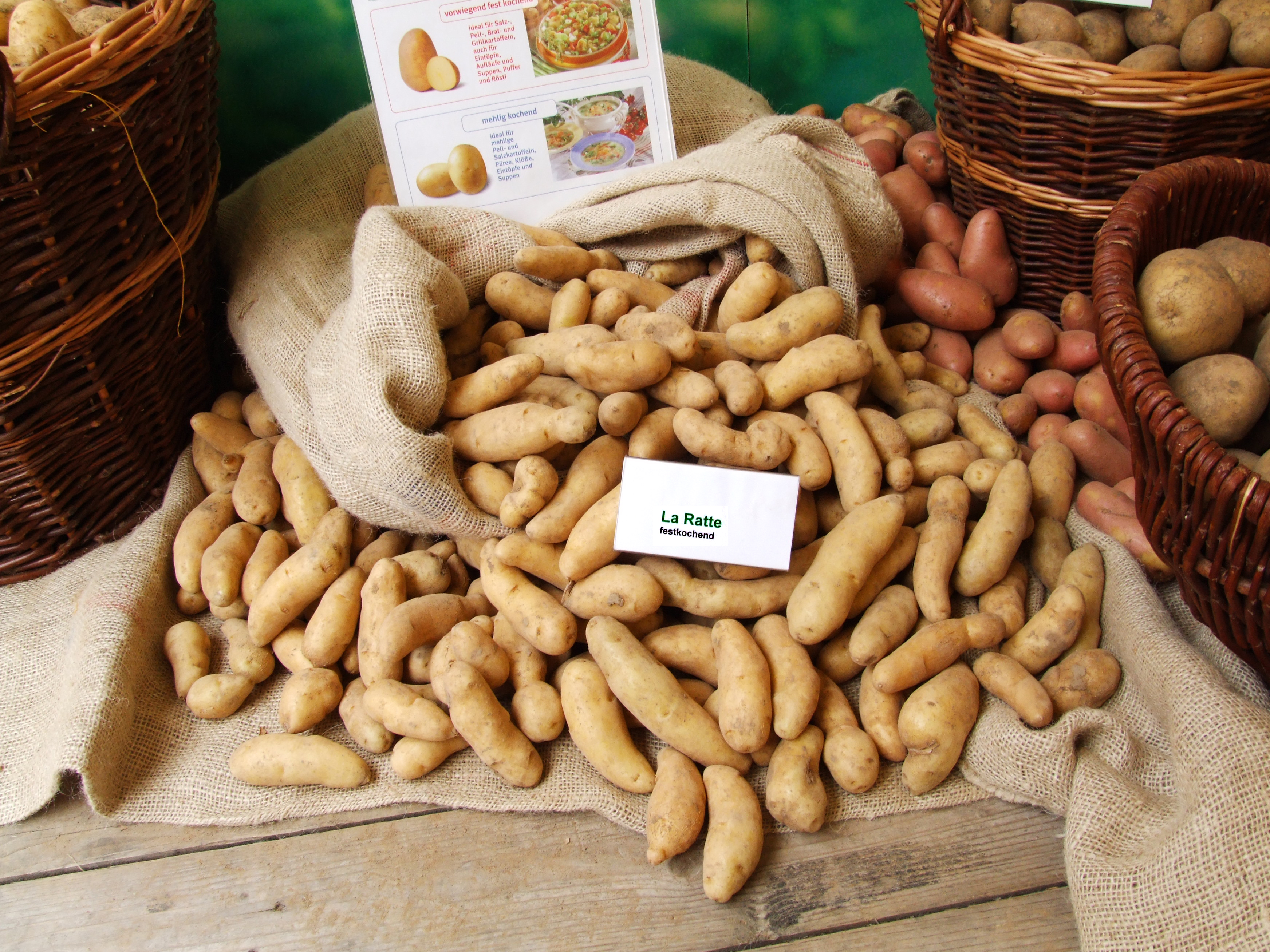
Ratte
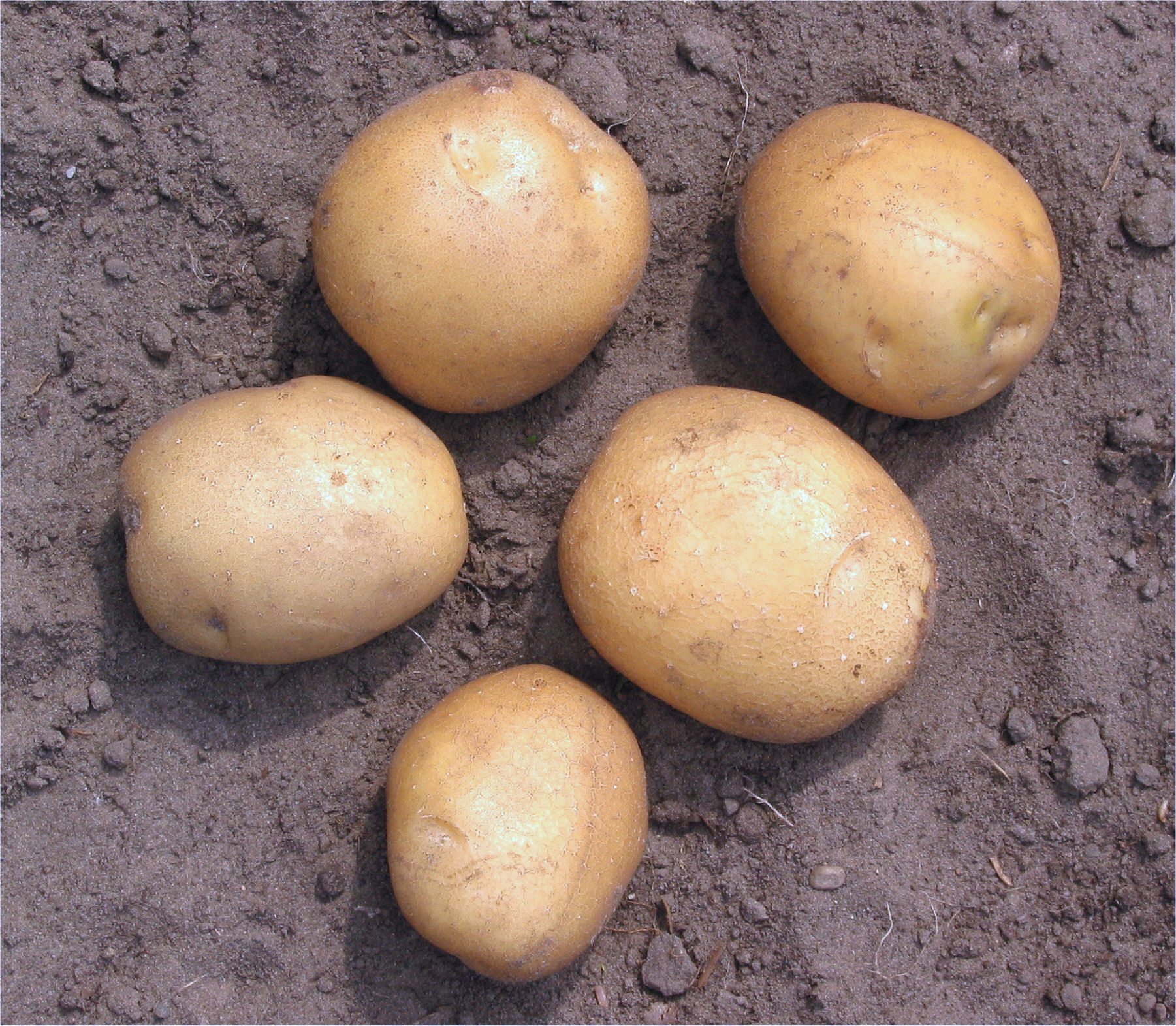
Doré
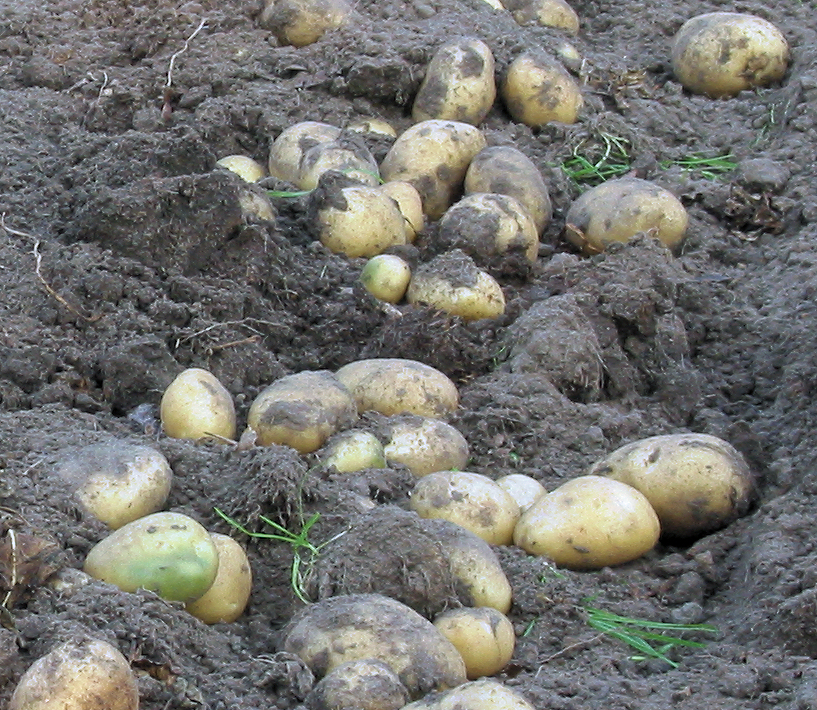
Fresco
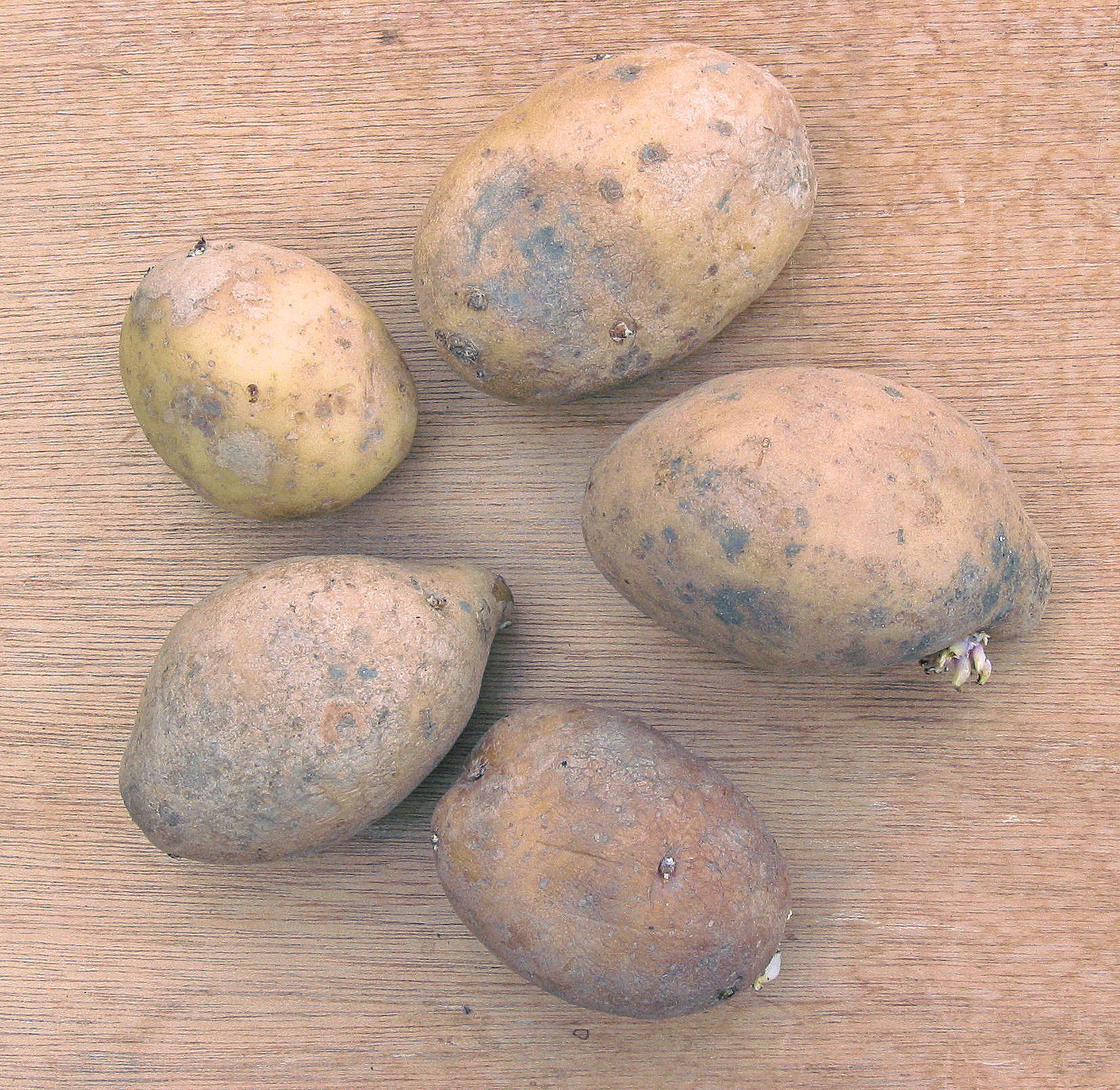
Remarka
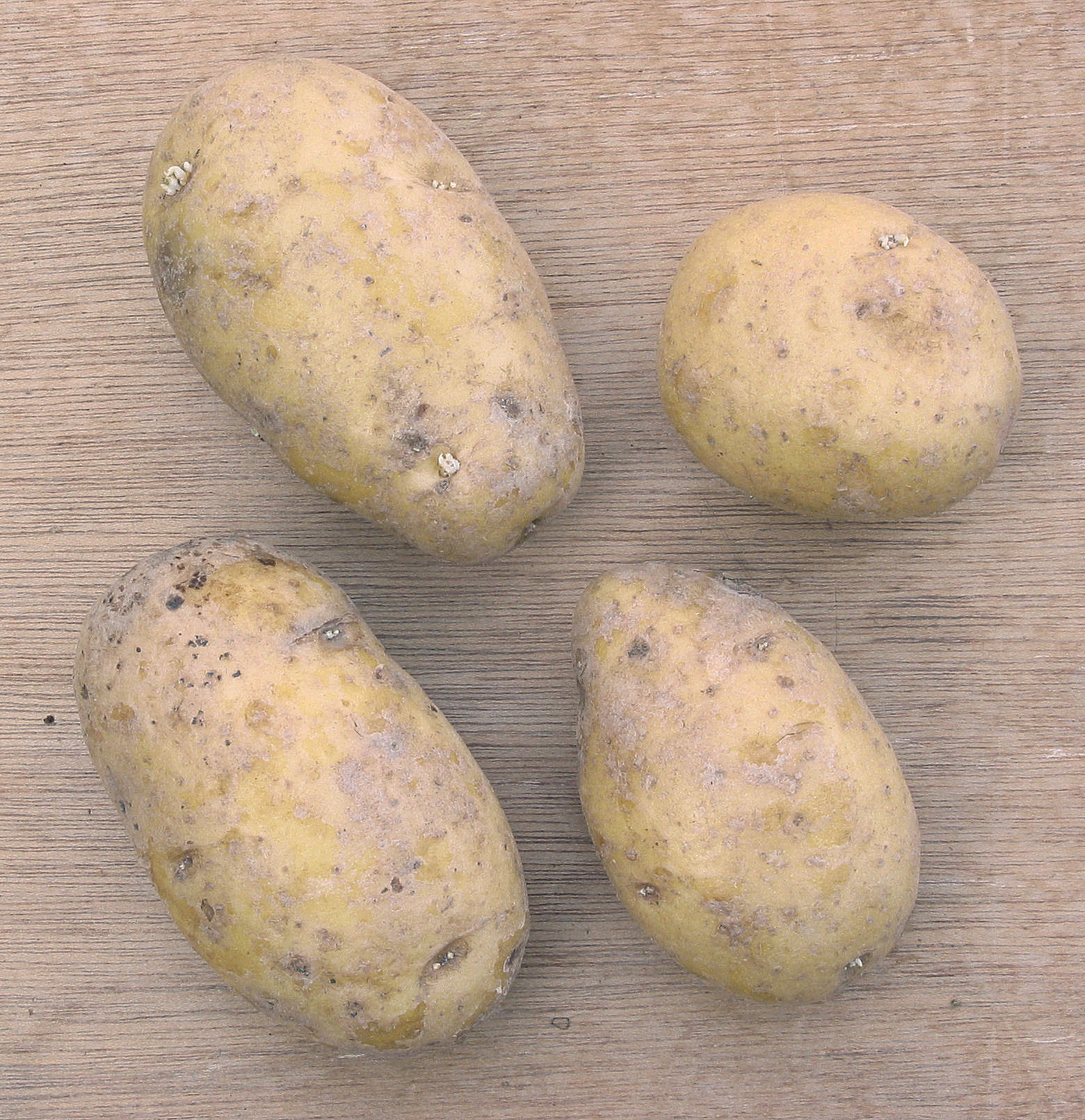
Nicola
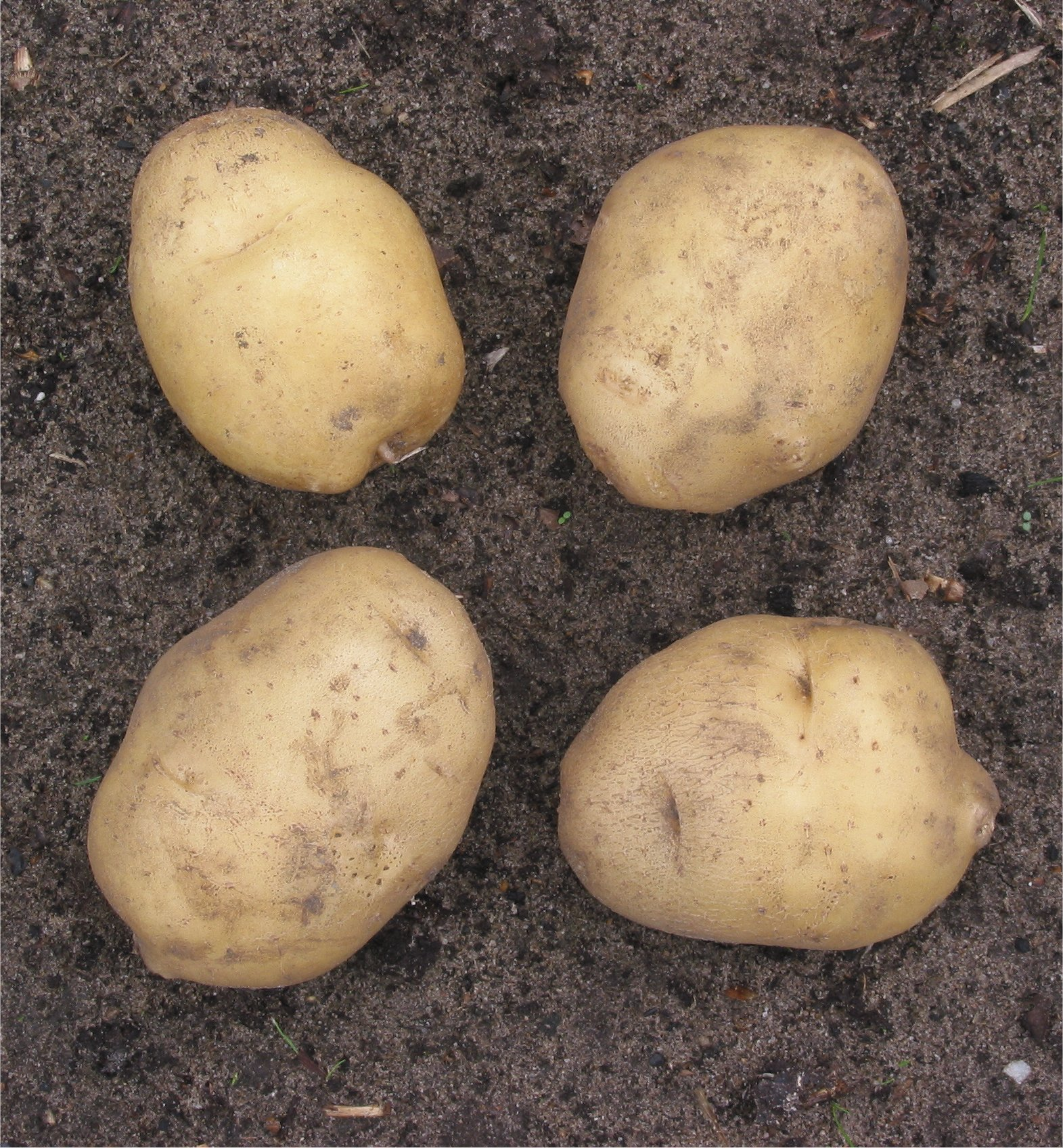
Parel
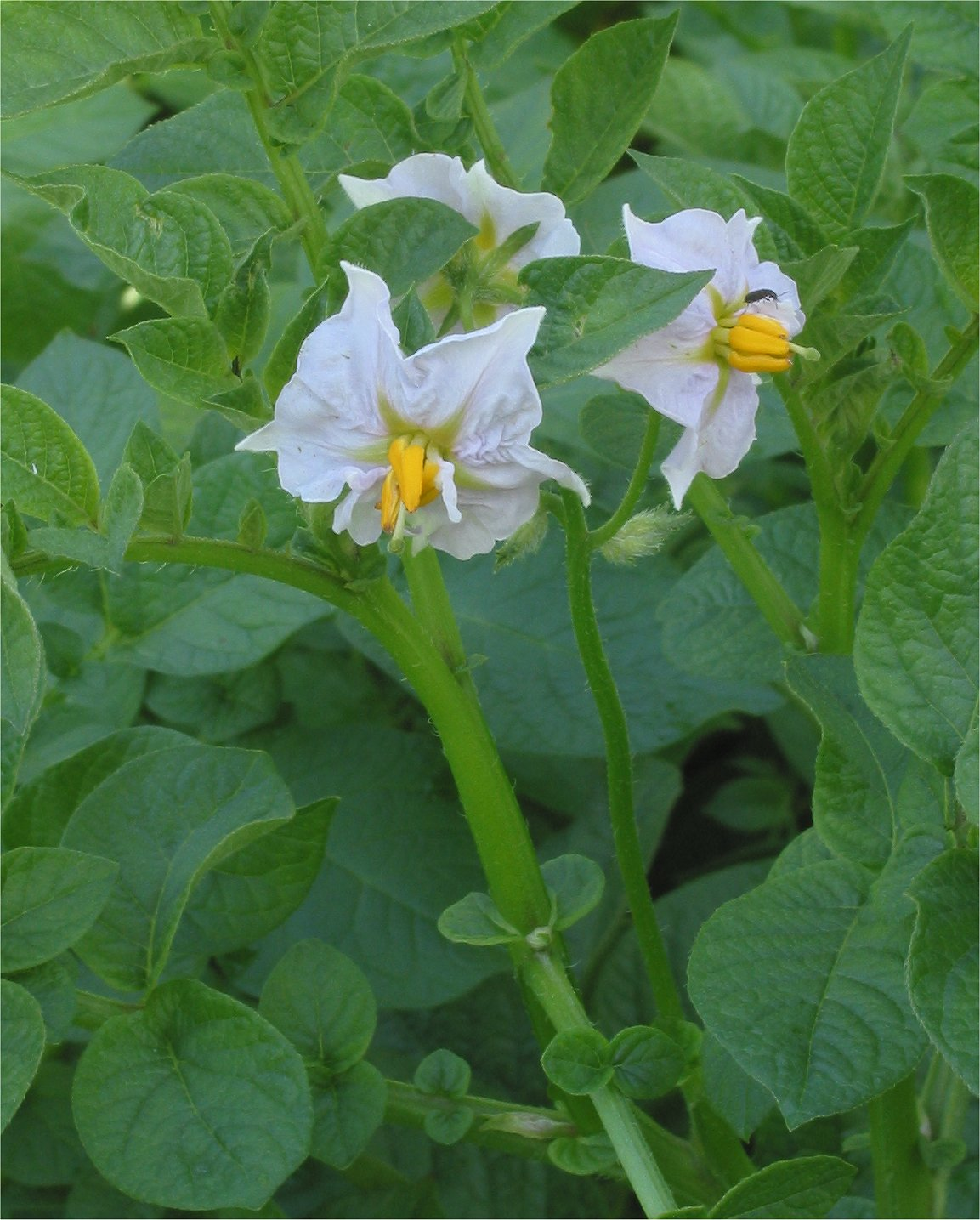
Bloeiende Parel

- Zina Red

- Vitelotte noire
- Ratte
- Doré
- Fresco
- Remarka
- Nicola
- Parel
- Bloeiende Parel

## Verwerking
De verwerkingsindustrie is relatief recent en verscheen in België vanaf de jaren-60.

### Consumptie-aardappels (45%)

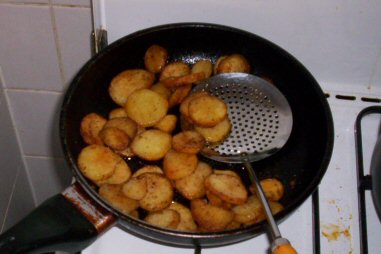
Gebakken aardappels

- Aardappelchips: zeer dunne plakjes van 1mm dikte.
- Cocotteaardappel: tonvormig gedraaid met een lengte van ongeveer 3 cm.
- Kasteelaardappel: tonvormig gedraaid met een lengte van ongeveer 5 cm.
- Aardappel in strovorm: zeer dunne reepjes van 2.5mm dik en 6 à 7mm lang.
- Aardappelbrunoise: kubusjes van 1 cm.
- Aardappelnootjes: bolletjes gevormd met een noisettelepel met een diameter van 1.5 cm.
- Parisienne: bolletjes gevormd met een noisettelepel met een diameter van 1.5 cm.
- Aardappelsalade
- Friet
- Lucifer: lange reepjes van 6 à 7 cm lang en met een dikte van 5mm.
- Mignonette: balkjes van 6 à 7 cm lang en 6 à 8mm breed.
- Pont-neuf: balkjes van 6 à 7 cm lang en een dikte van 2 cm.
- wafel: met behulp van een mandoline in wafelvorm gesneden.
- Rösti
- Vers (tafelaardappels)
- Kleine aardappels worden krielaardappels genoemd.

### Zetmeelaardappels (31%)
- Aardappelpuree

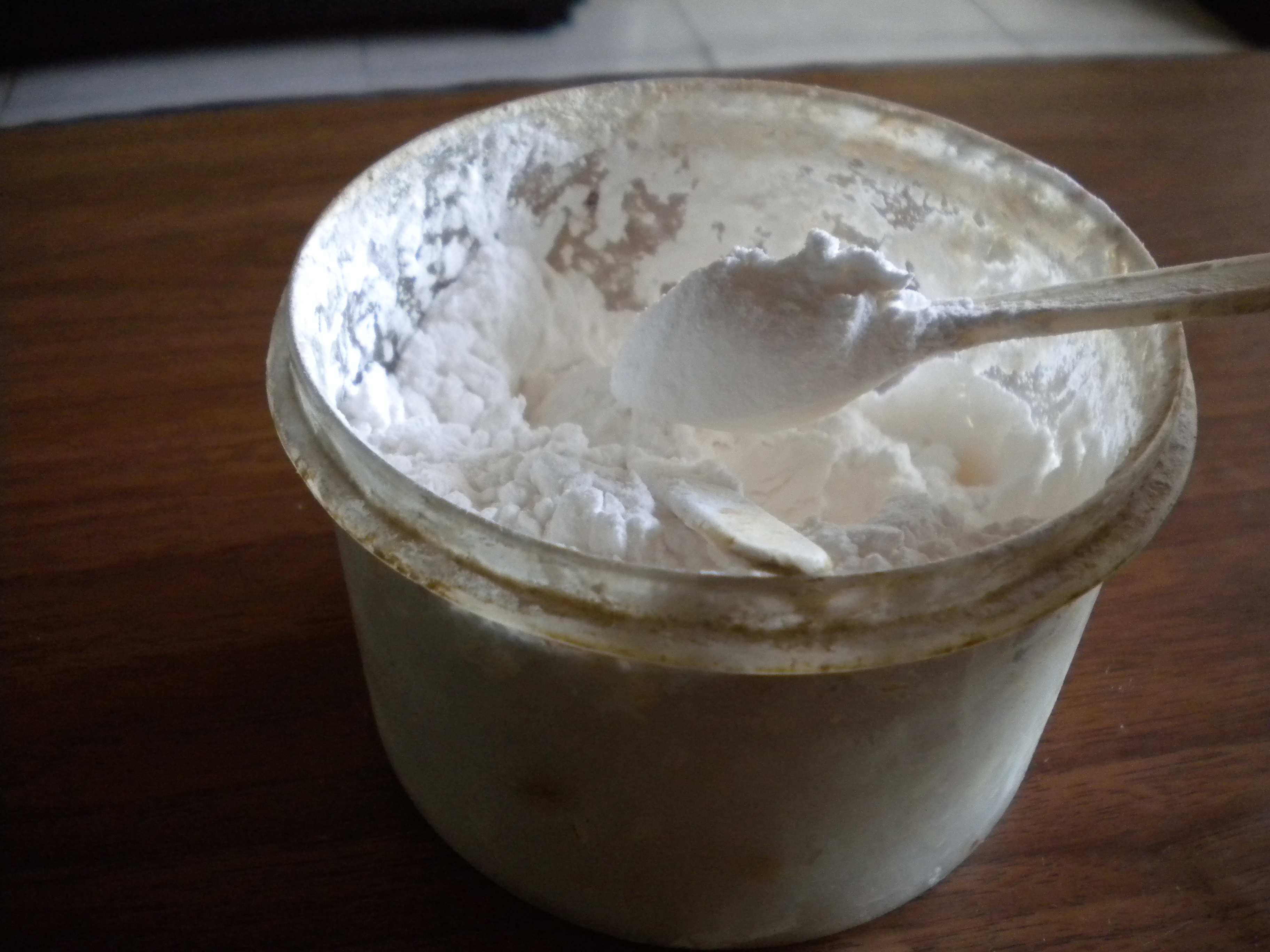
Aardappelmeel

- Grondstof voor de Aardappelmeelindustrie

### Pootaardappels (24%)

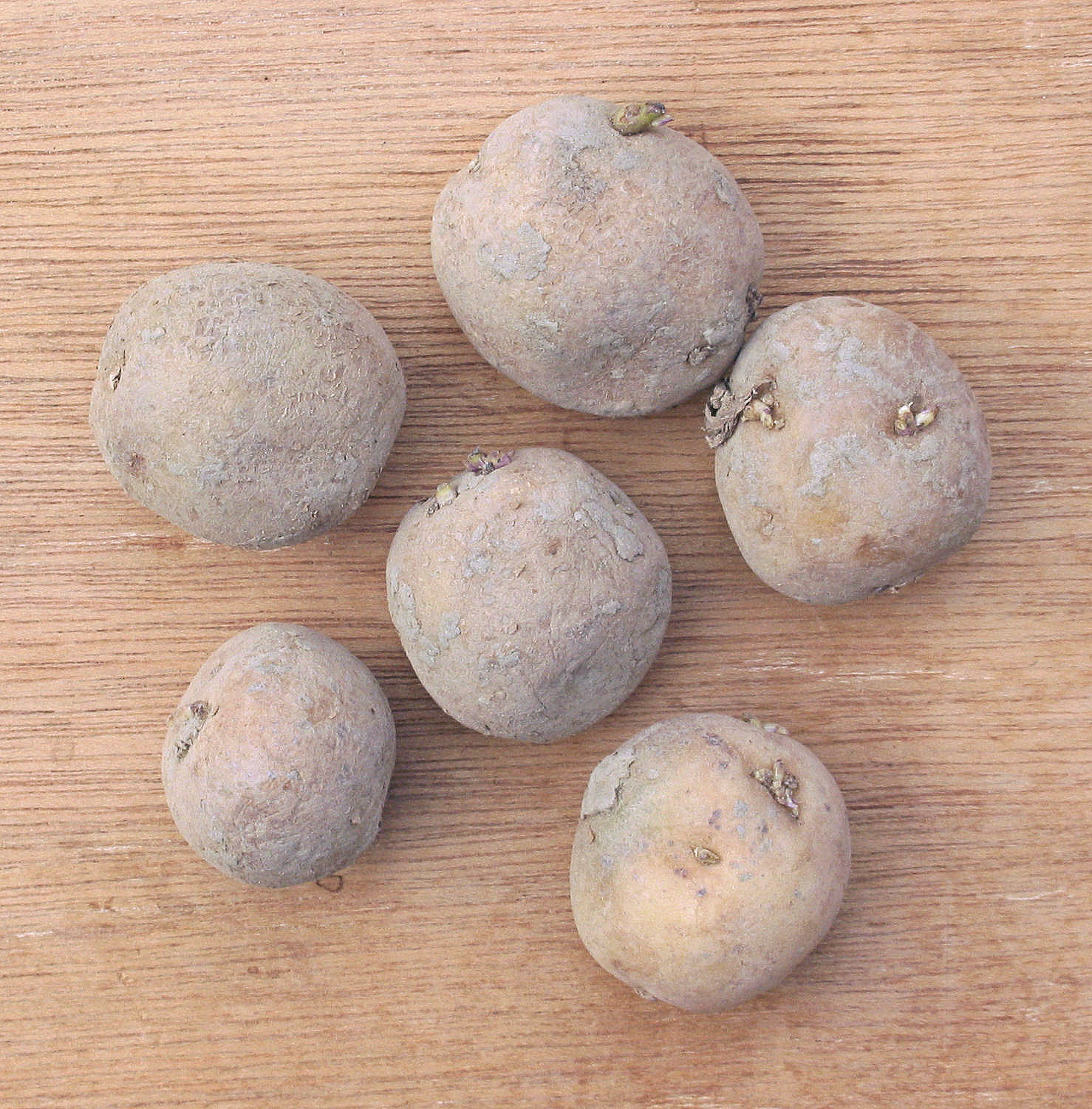
Doré pootaardappelen

- Verkoop in binnen- en buitenland als nieuw pootgoed

## Anekdotes en wetenswaardigheden

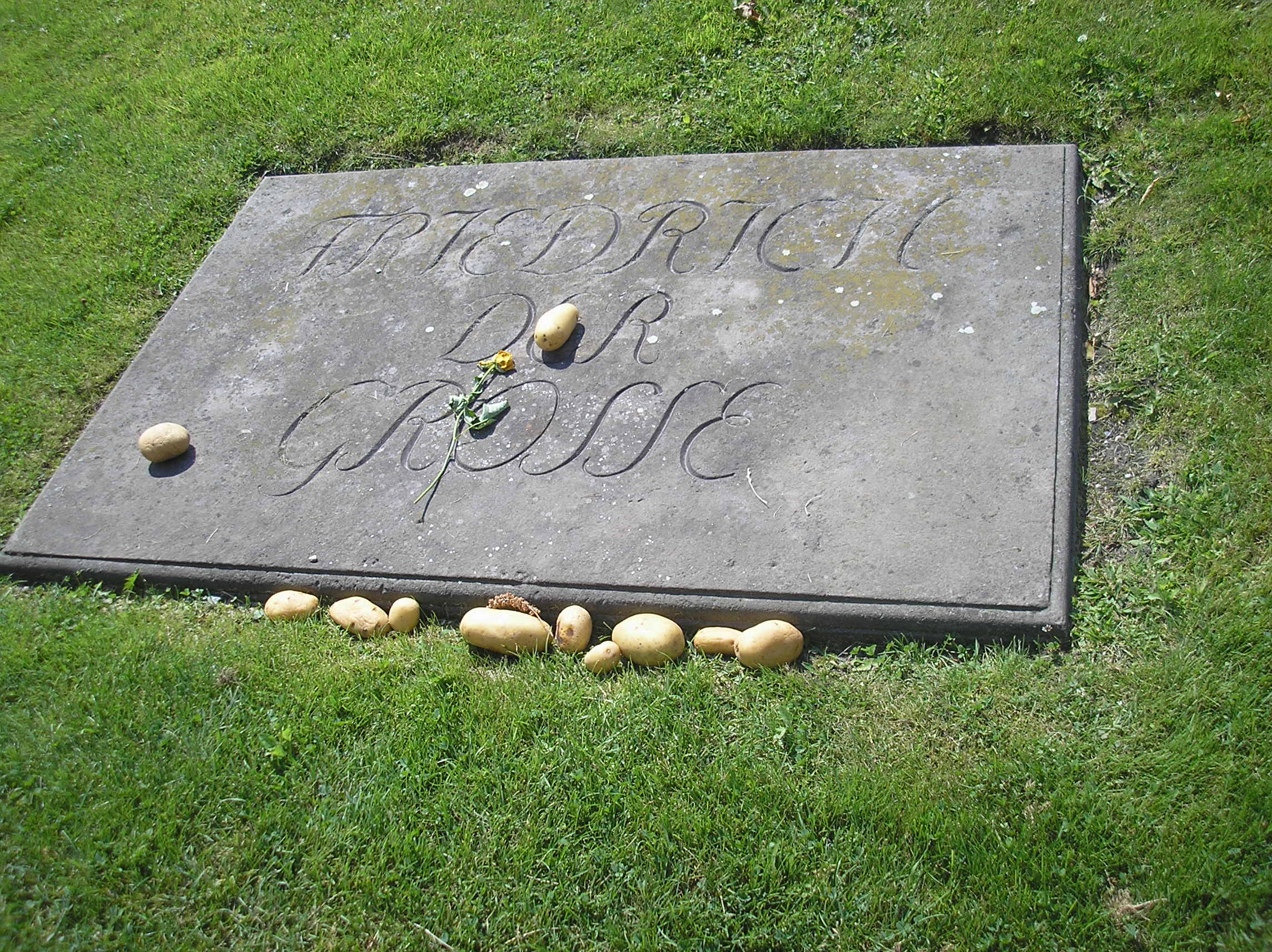
Graf van Frederik de Grote, met aardappels

- In juni 2008 is een hoogoplopend conflict tussen Chili en Peru gemeld over de vraag in welk van deze twee landen de ware oorsprong van de aardappel ligt.[20][21]
- Het verhaal gaat dat toen de aardappel aan het Franse hof geïntroduceerd werd, de koks de aardappels wegwierpen op de afvalhoop en juist het giftigste deel van de plant, de bessen, voor de koning en zijn gasten bereidden. Uiteraard beviel dit niet erg en de aardappels werden door de tuinman op de afvalhoop verbrand. Deze man was slechts een arme arbeider met veel kinderen. Toen hij de afvalhoop opruimde zag hij de geroosterde knollen en opende er een. Hij proefde ervan en concludeerde dat het prima eten voor zijn kinderen was.[bron?]
- Frederik de Grote voerde met het Kartoffelbefehl de aardappel in Pruisen in om hongersnoden te voorkomen. Nog steeds worden er uit erkentelijkheid aardappels op zijn graf gelegd.
- Om de aardappeloogst uit de grond te halen (handmatig) werd vroeger het hele gezin ingeschakeld. Tijdens de oogst bleven vele kinderen dan ook weg van de schoolbanken. Dit bewoog de Belgische overheid ertoe om de herfstvakantie in te voeren.[bron?]
- In de tweede helft van de 18e eeuw aten mensen in sommige delen van de wereld gemiddeld een kilo aardappelen per dag. Tegenwoordig is dat ongeveer 100 gram per dag.
- De zwaarste aardappel ooit woog 11 kg.[22][23]
- De hoogste aardappelplanten ooit waren 2,5 meter hoog; dit kwam voor bij een poging tot kruising tussen Agria's en Bintjes.[24] De meeste aardappelplanten kunnen zo lang worden als ze gemolken worden.[25]
- Het aardappelras Bintje is aan zijn naam gekomen doordat in het jaar 1905 bovenmeester Klaas de Vries samen met zijn leerlingen bezig was met het kweken van aardappelrassen. De mooiste aardappelsoort noemde hij naar zijn ijverigste leerling, Bintje Jansma.